# Гогошу (Долж)
Гогошу (рум. Gogoșu) — село у повіті Долж в Румунії. Входить до складу комуни Гогошу.
Село розташоване на відстані 216 км на захід від Бухареста, 37 км на захід від Крайови.

## Населення
За даними перепису населення 2002 року у селі проживали 439 осіб, усі — румуни. Усі жителі села рідною мовою назвали румунську.